# Asellus (Asellus) epimeralis
Asellus (Asellus) epimeralis is een pissebed uit de familie Asellidae. De wetenschappelijke naam van de soort is voor het eerst geldig gepubliceerd in 1947 door Birstein.